# Площа Згоди
Пло́ща Згоди (фр. Place de la Concorde фр.: [plas də la kɔ̃kɔʁd]) — центральна площа столиці Франції міста Парижа, пам'ятка містобудування доби класицизму. Площа Згоди є другою за величиною у Франції (після площі des Quinconces у Бордо).

## Історія
Майдан, відомий тепер як Площа Згоди, бере свій початок у середині XVIII століття. Тоді, 1755 року, за наказом короля Людовика XV перший королівський архітектор Анж Жак Ґабріель заклав між Єлисейськими полями (із заходу) і садом палацу Тюїльрі (зі сходу) майдан, забудова якого була завершена 1775 року. Спочатку його назвали пло́ща Людови́ка XV (Place Louis XV).
Спершу майдан мав форму восьмикутника, оточеного ровом, по кутах якого поставили 8 алегоричних статуй, що мали символізувати головні міста Франції. Посередині площі встановили кінну статую Людовика XV роботи Бушардона та Пігаля.
З північного боку були зведені елегантні будівлі Морського міністерства та Готель Крійона.
У 1787—1790 роки через Сену перекинули Міст Згоди (Pont de la Concorde), який на протилежному боці впирається у будівлю Національних зборів (колишній Бурбонський палац).

## Французька революція
Під час Французької революції статую короля на площі замінила гігантська гільйотина. Тут у велелюдній запальній людській юрбі стяли голову королю Людовикові XVI та королеві Марії-Антуанетті, згодом — Дантонові та Робесп'єрові. У ті часи цей майдан назвали Пло́ща Револю́ції (Place de la Revolution).
Свою сучасну назву площа дістала на знак примирення станів після закінчення революційного терору в 1795 році.

## Єгипетський обеліск
У 1831 єгипетський правитель Мухамед Алі Єгипетський запропонував французькому урядові луксорський обеліск Рамзеса II у подарунок. Його привезли до Парижа 21 грудня 1833 і, за рішенням короля Луї-Філіпа I, установлено в центрі Площі Згоди.
При цьому на постамент були нанесені діаграми, що зображали процес перевезення 23-метрової 250-тонної колони з Єгипту до Франції.
Подібні обеліски (т. зв. «голки Клеопатри») були так само встановлені в Лондоні та Нью-Йорку.
Позолочене навершя паризького обеліска з'явилося на ньому лише 1998.

## У мистецтві
«Площа Злагоди» — це також назва картини Едгара Дега, яка після падіння Берліна була вивезена до СРСР й донині експонується в Ермітажі (Санкт-Петербург).

## Галерея

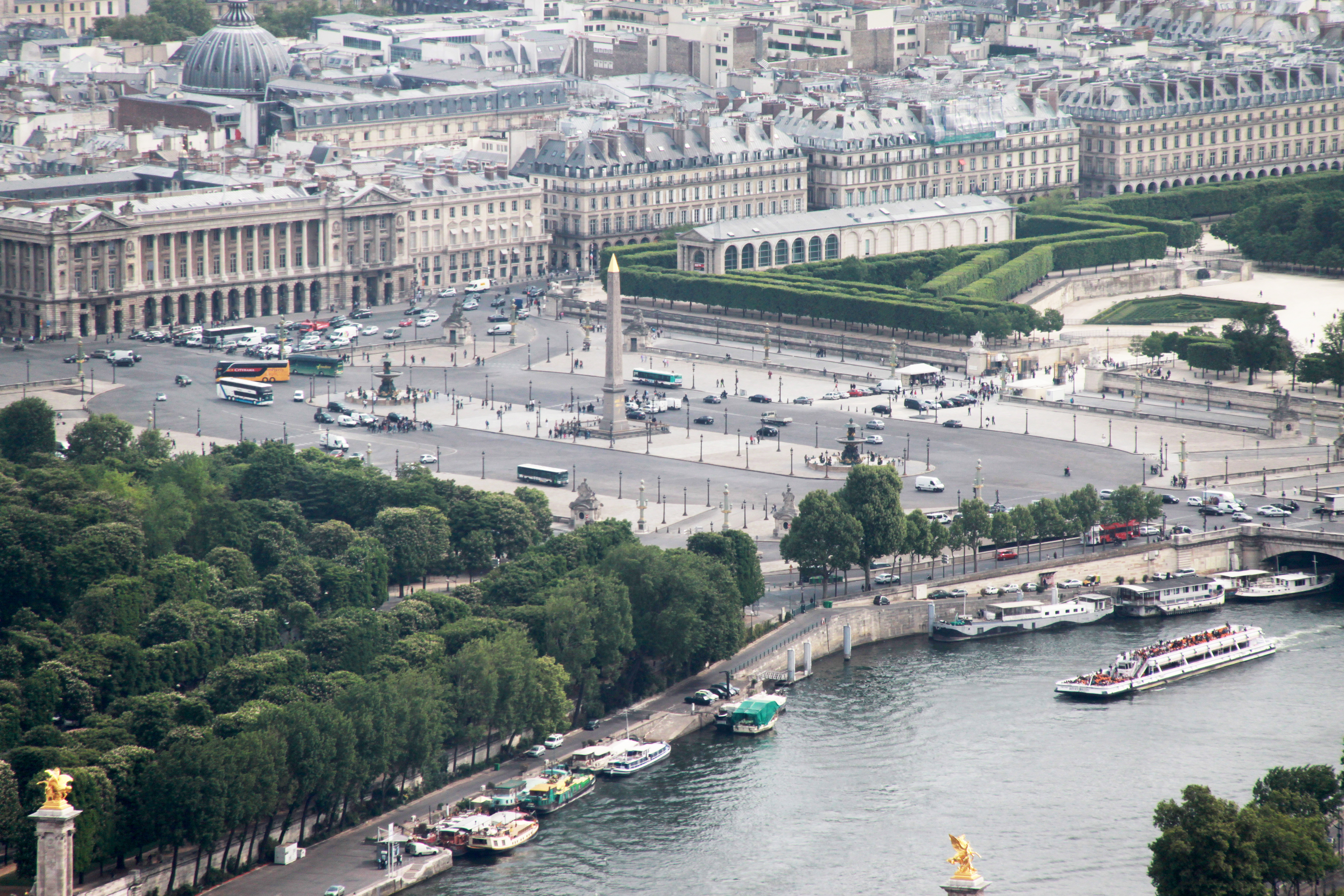
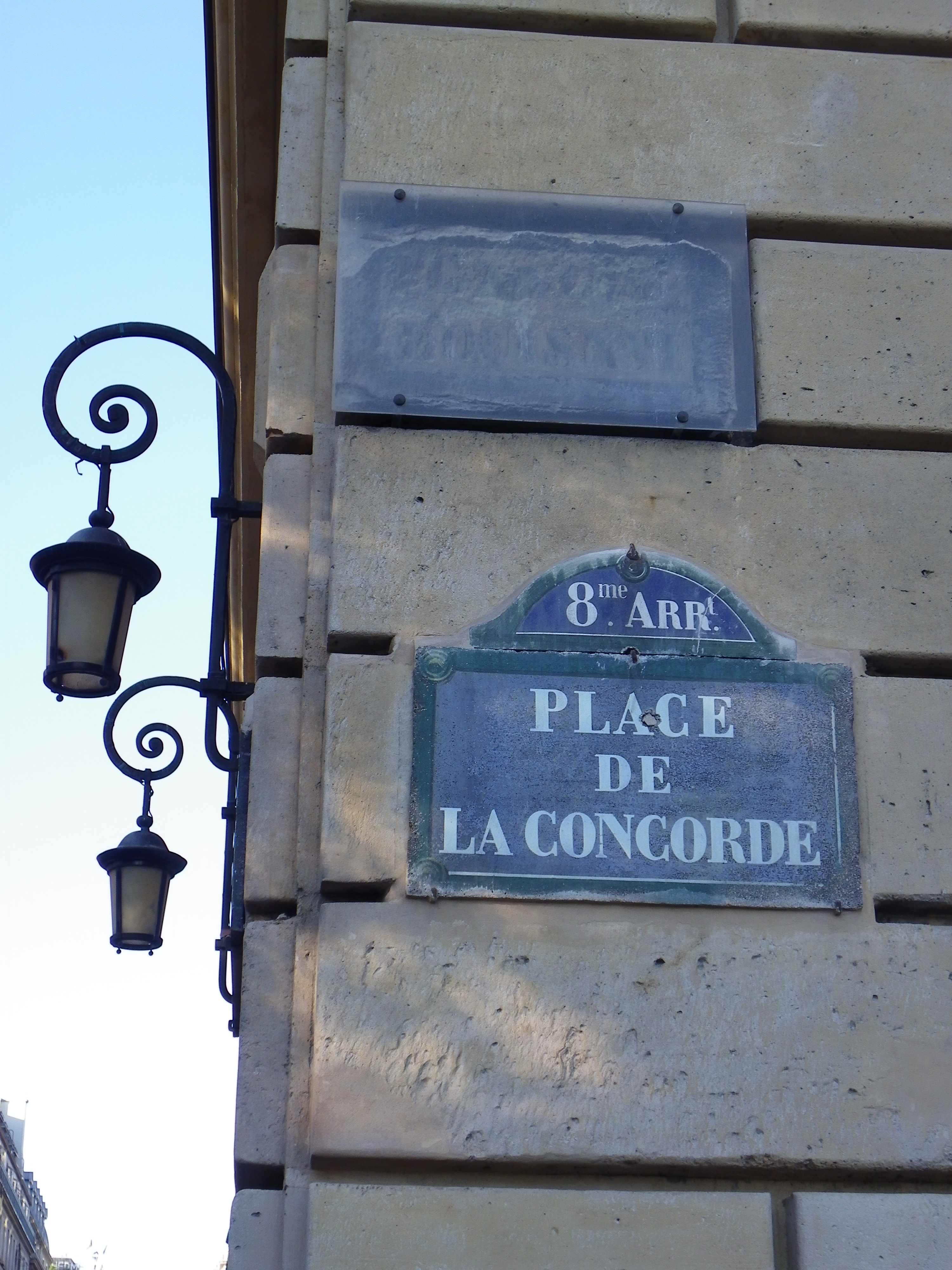
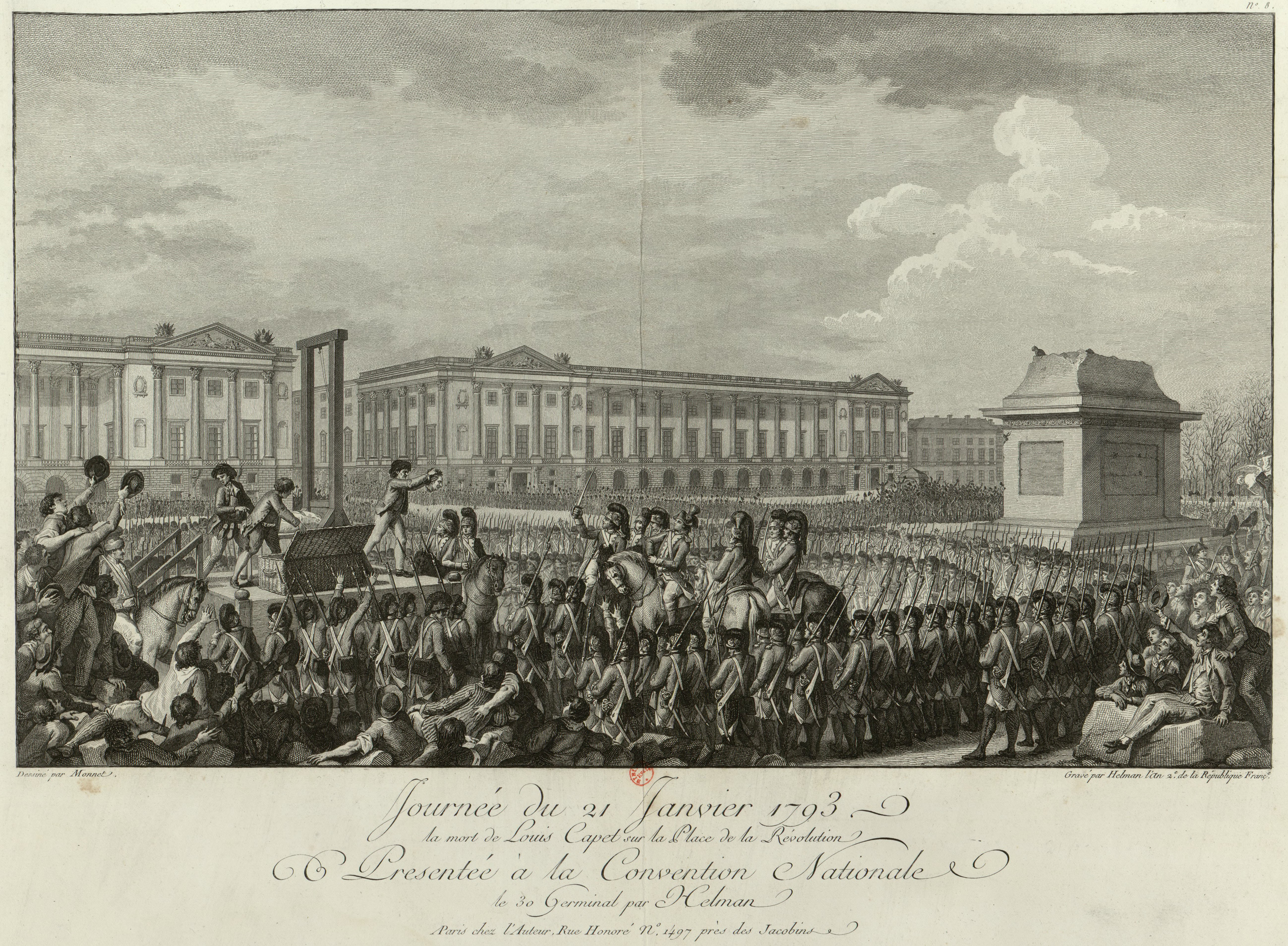
Страта Людовика XVI
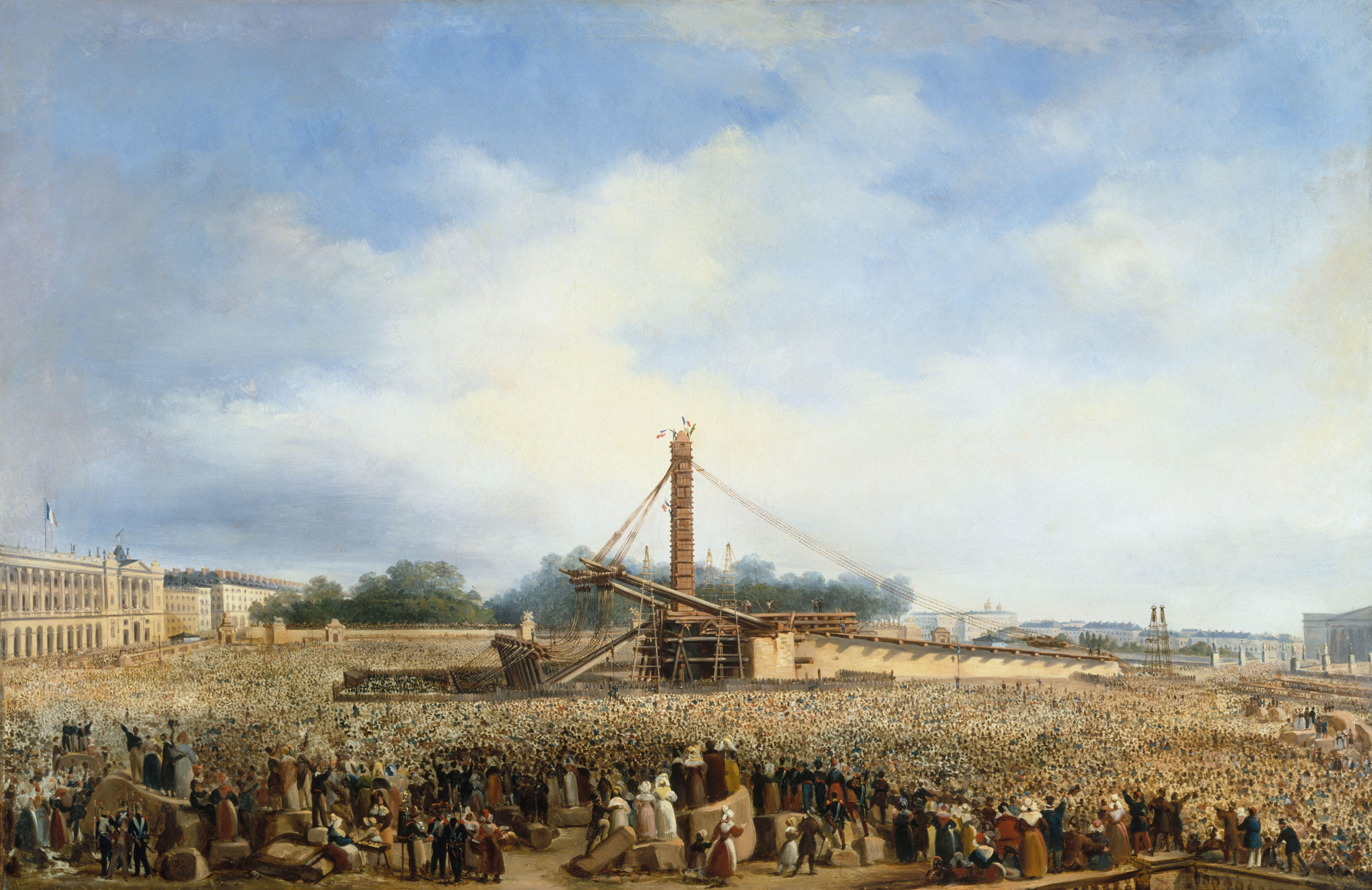
Підняття обеліска
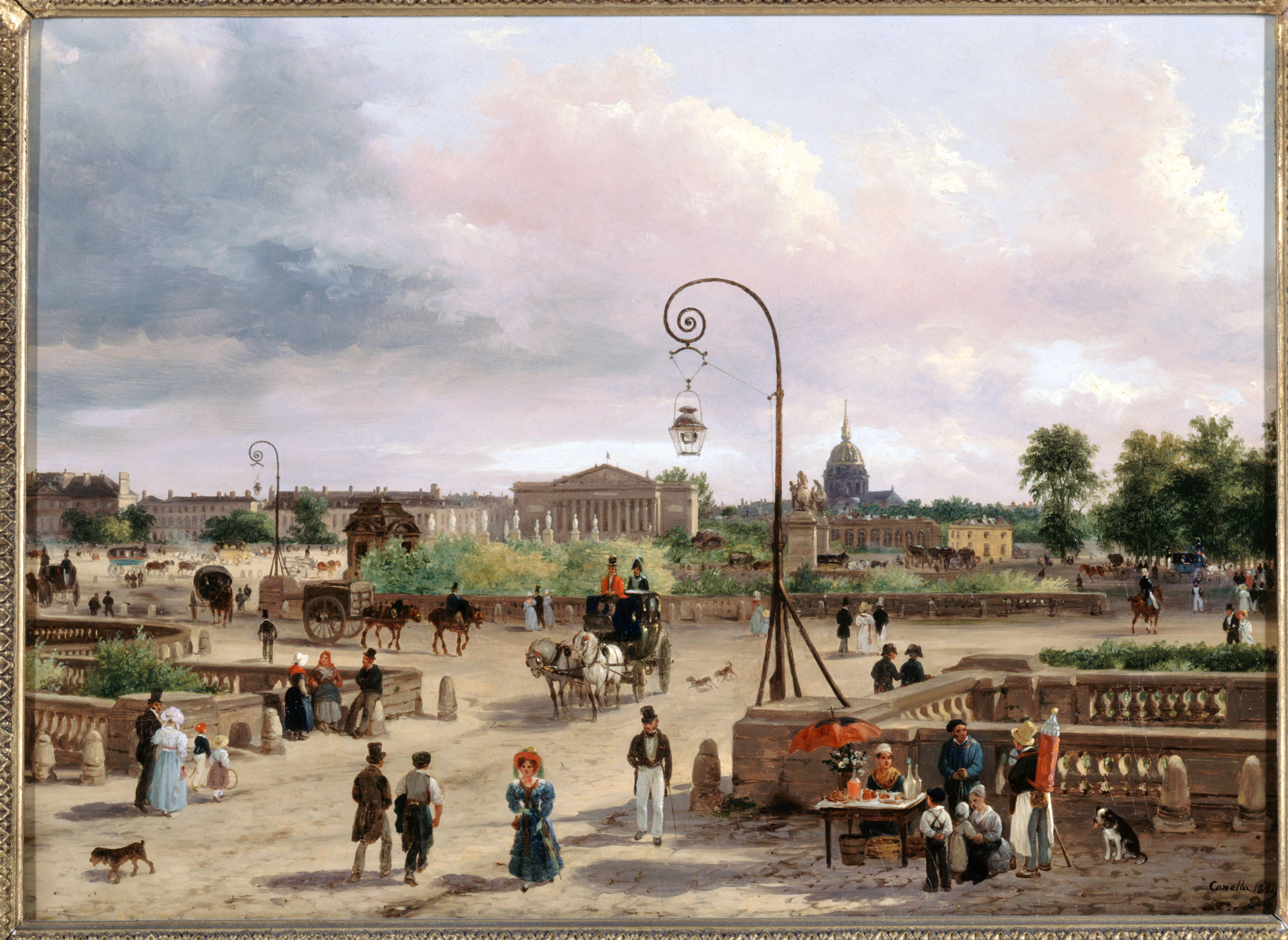
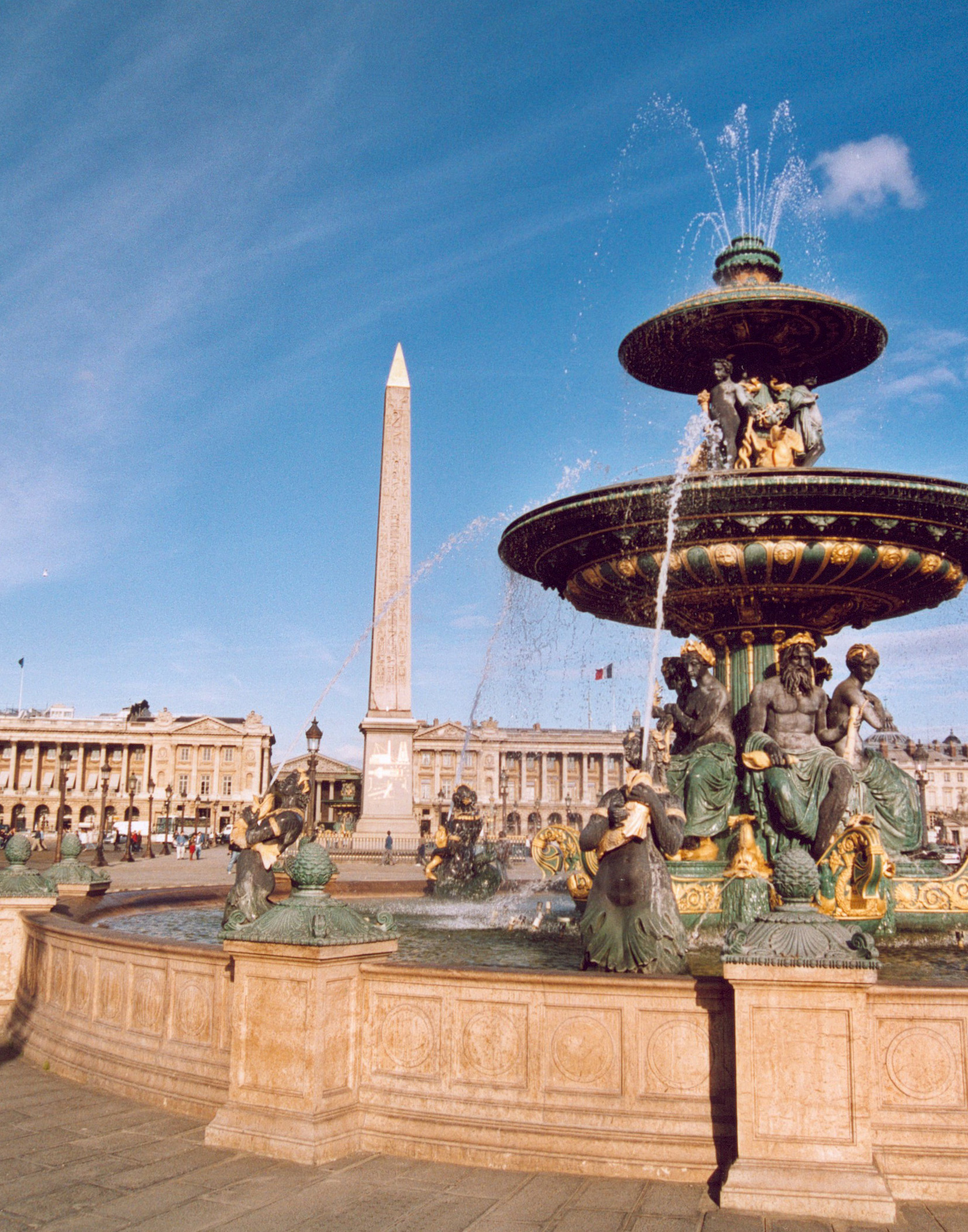
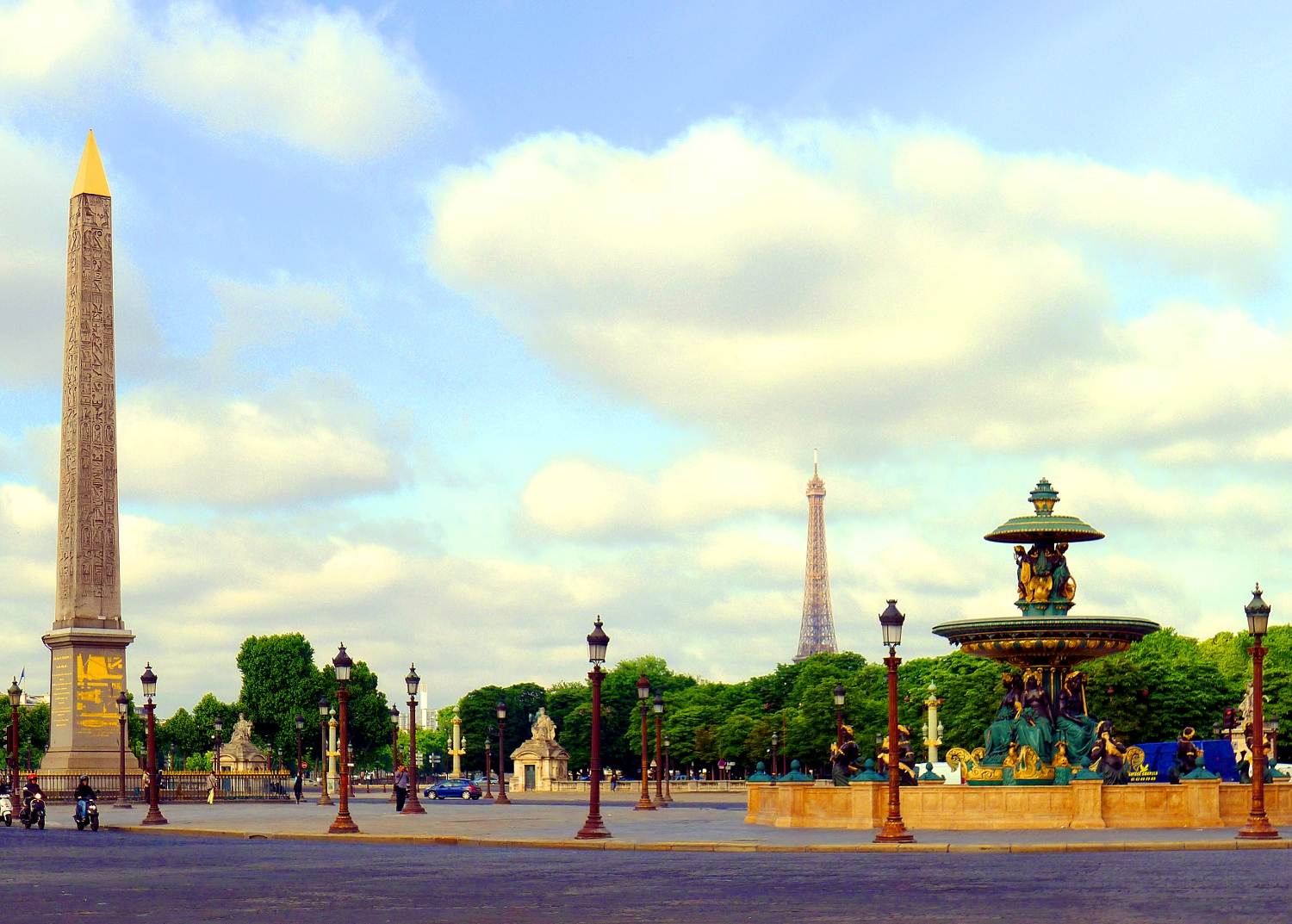
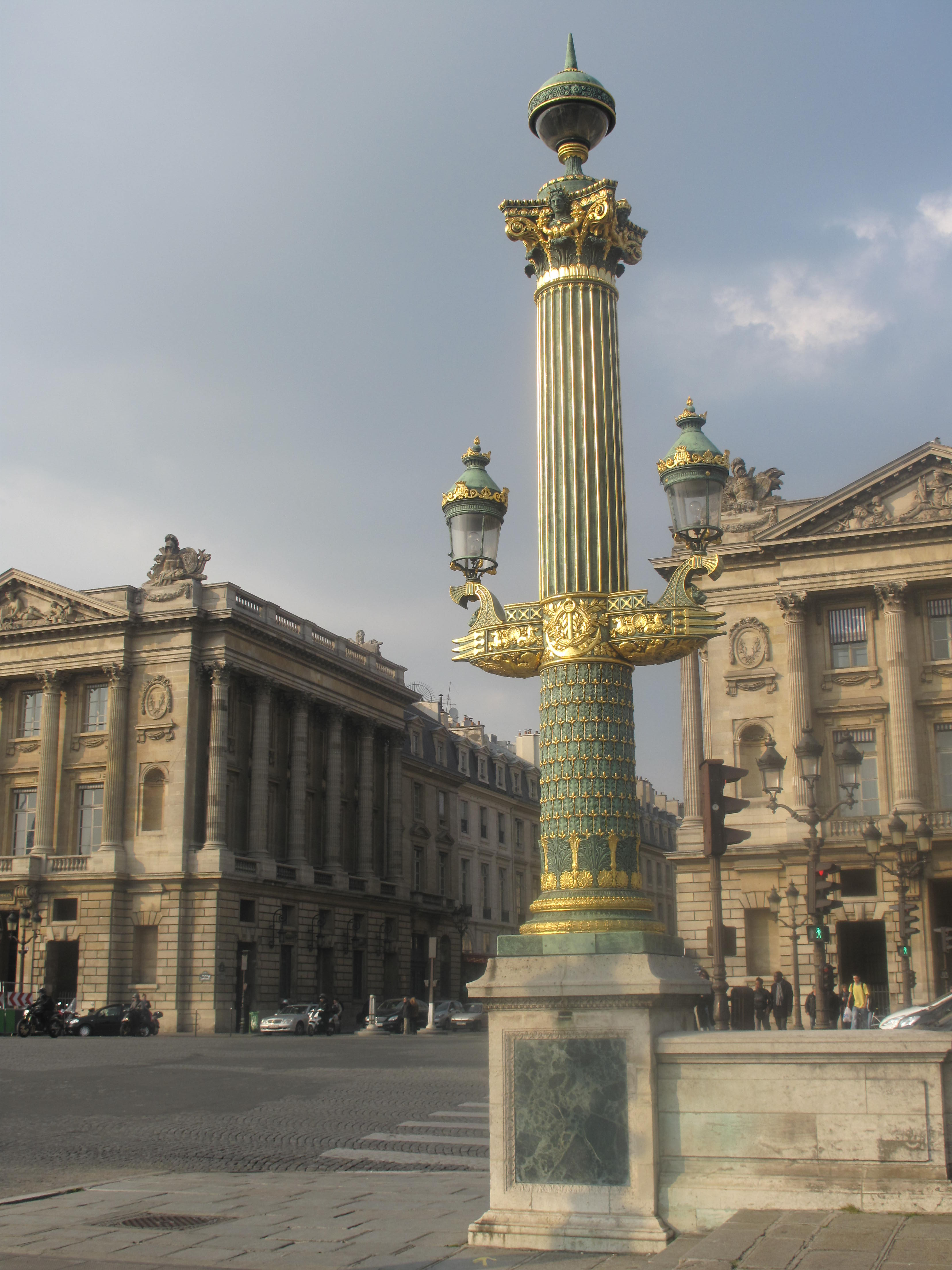
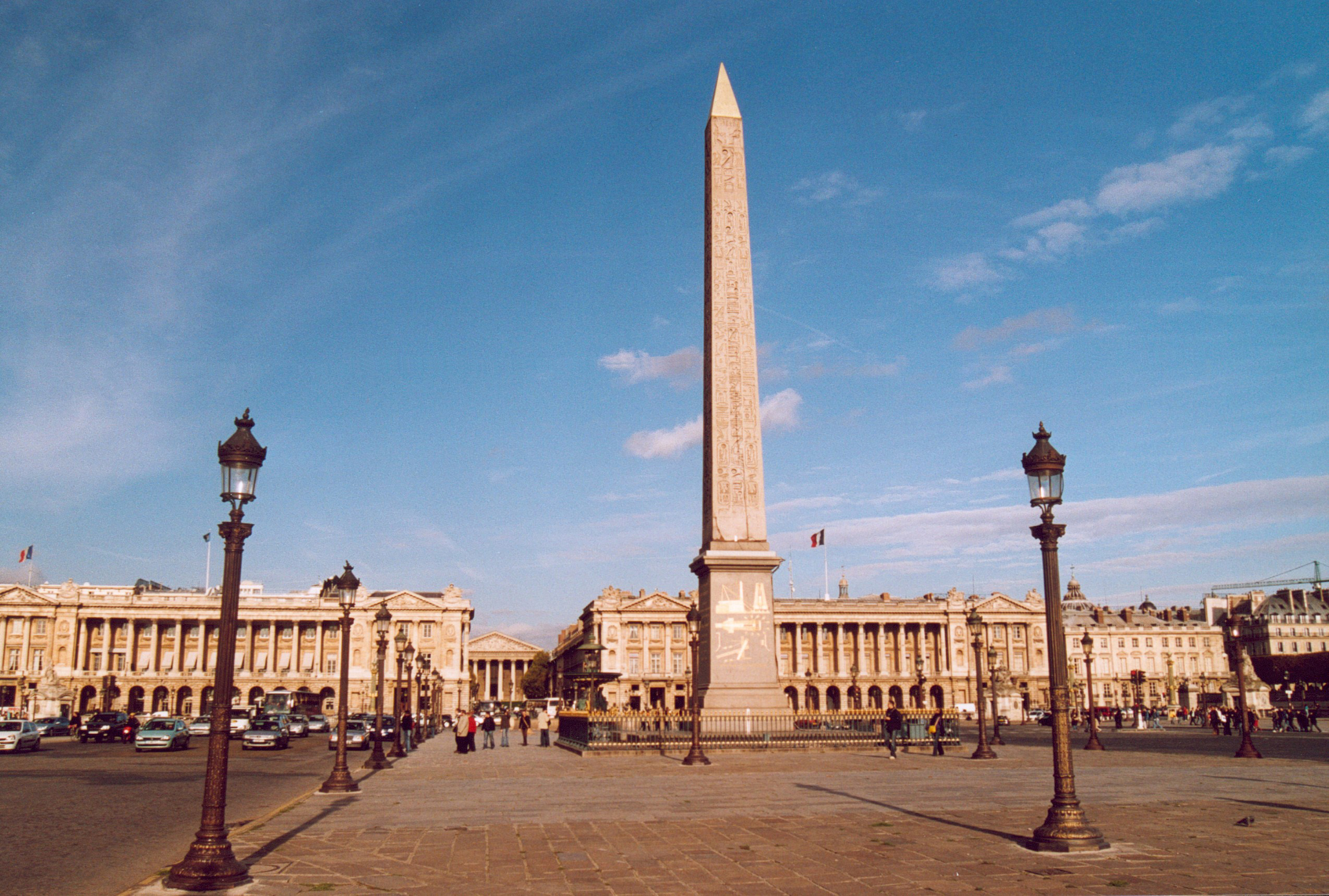
Загальний вигляд
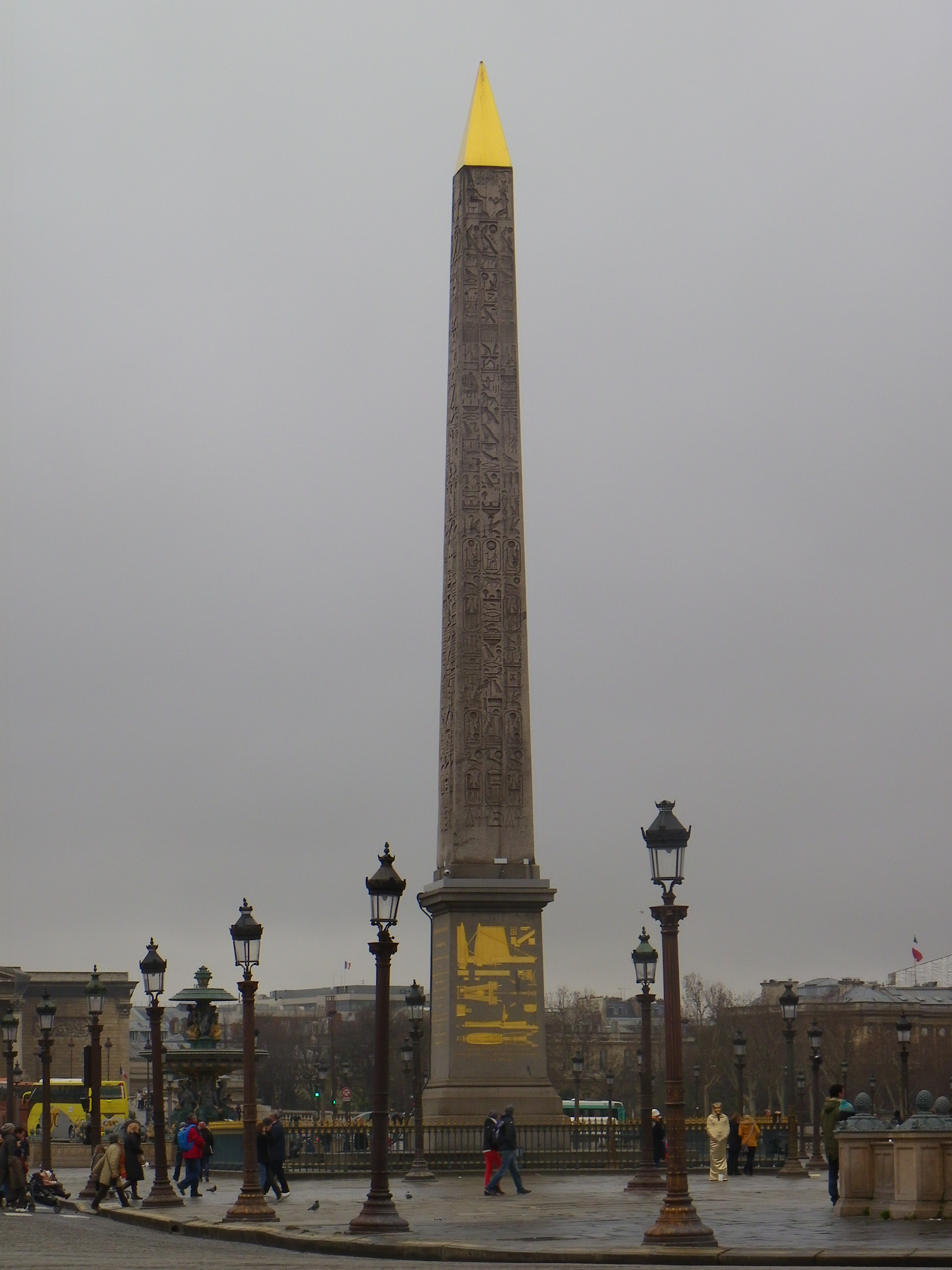
Обеліск
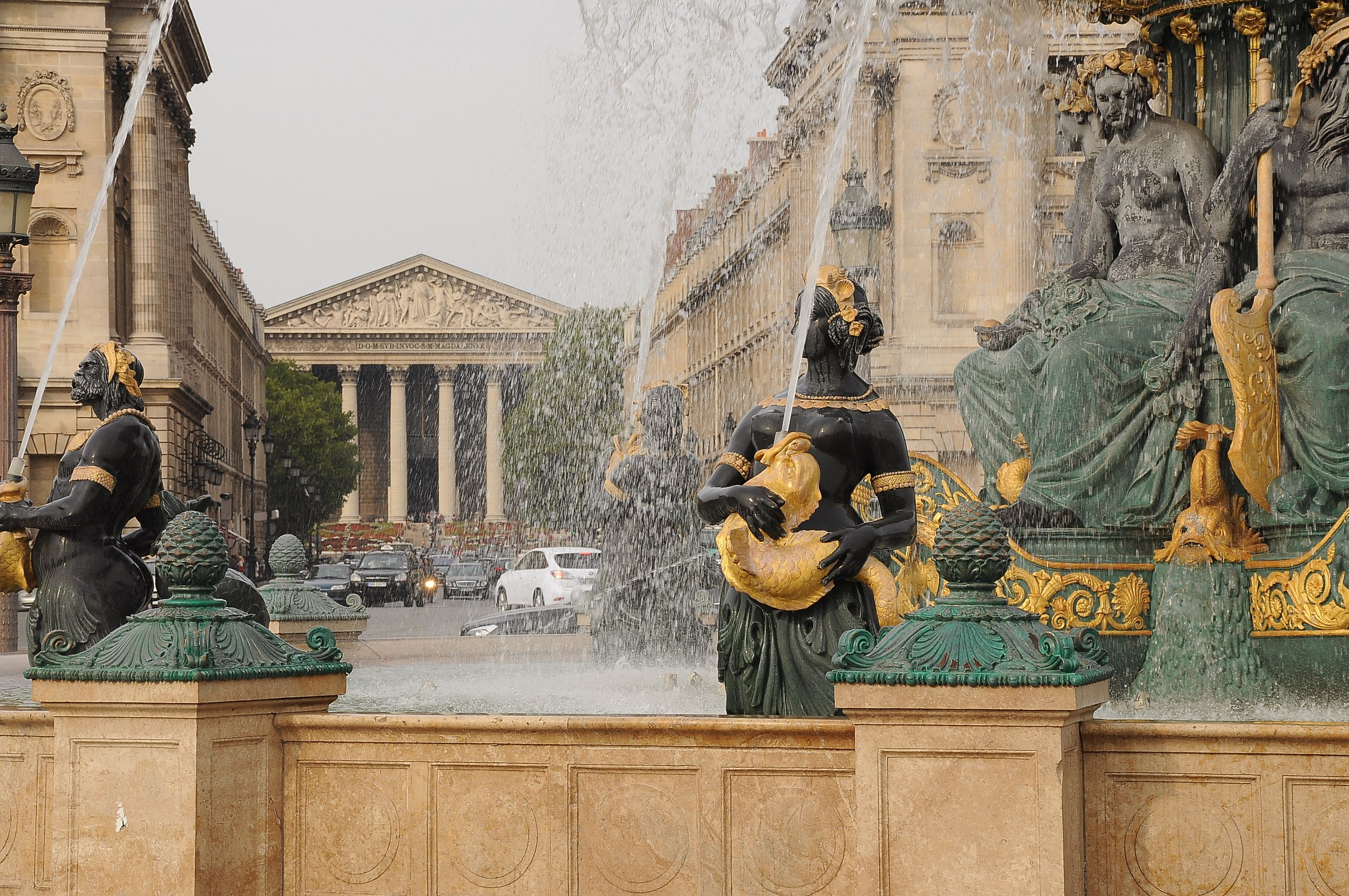
Водограї
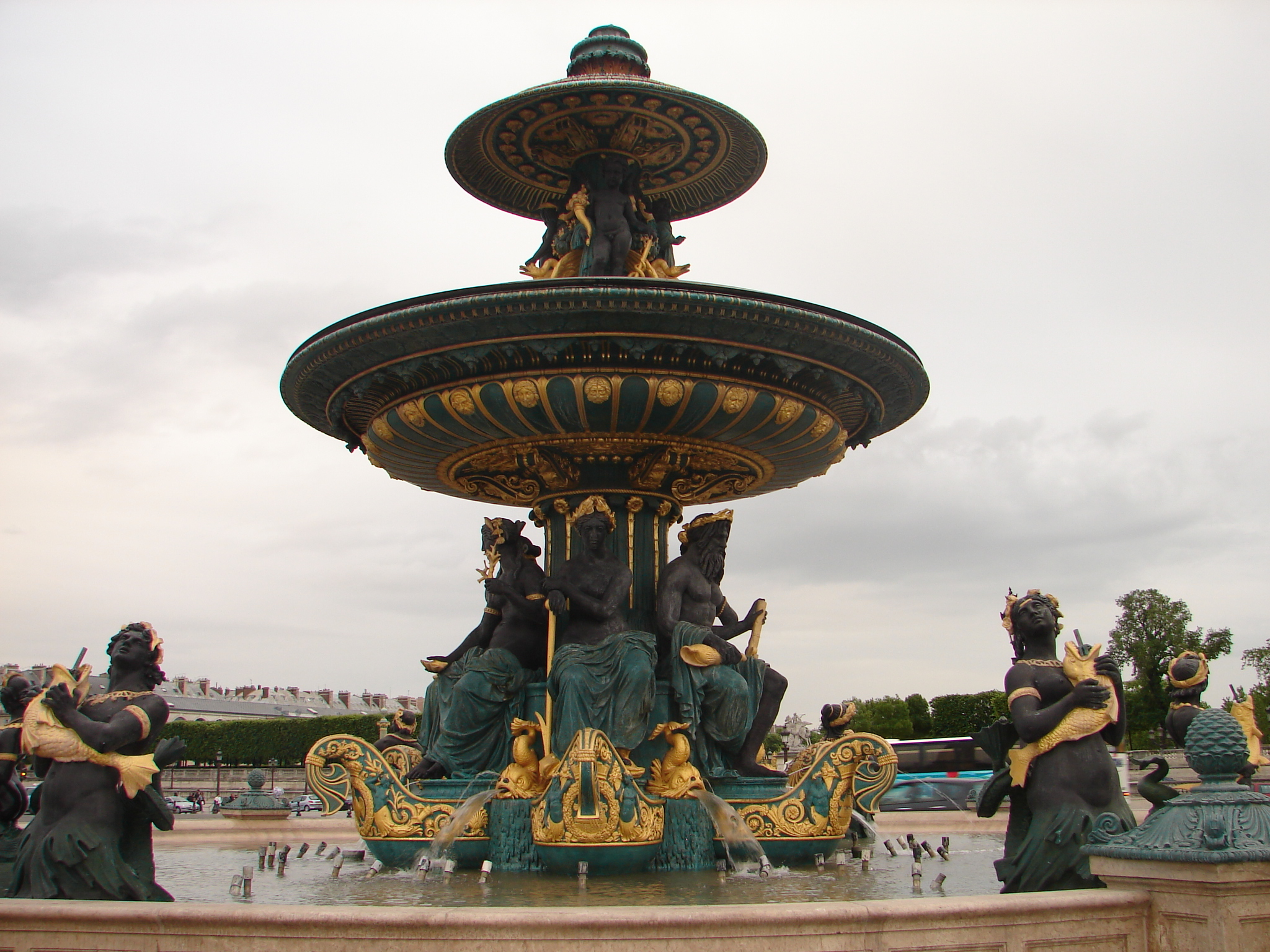
Інший вид на 2 водограї
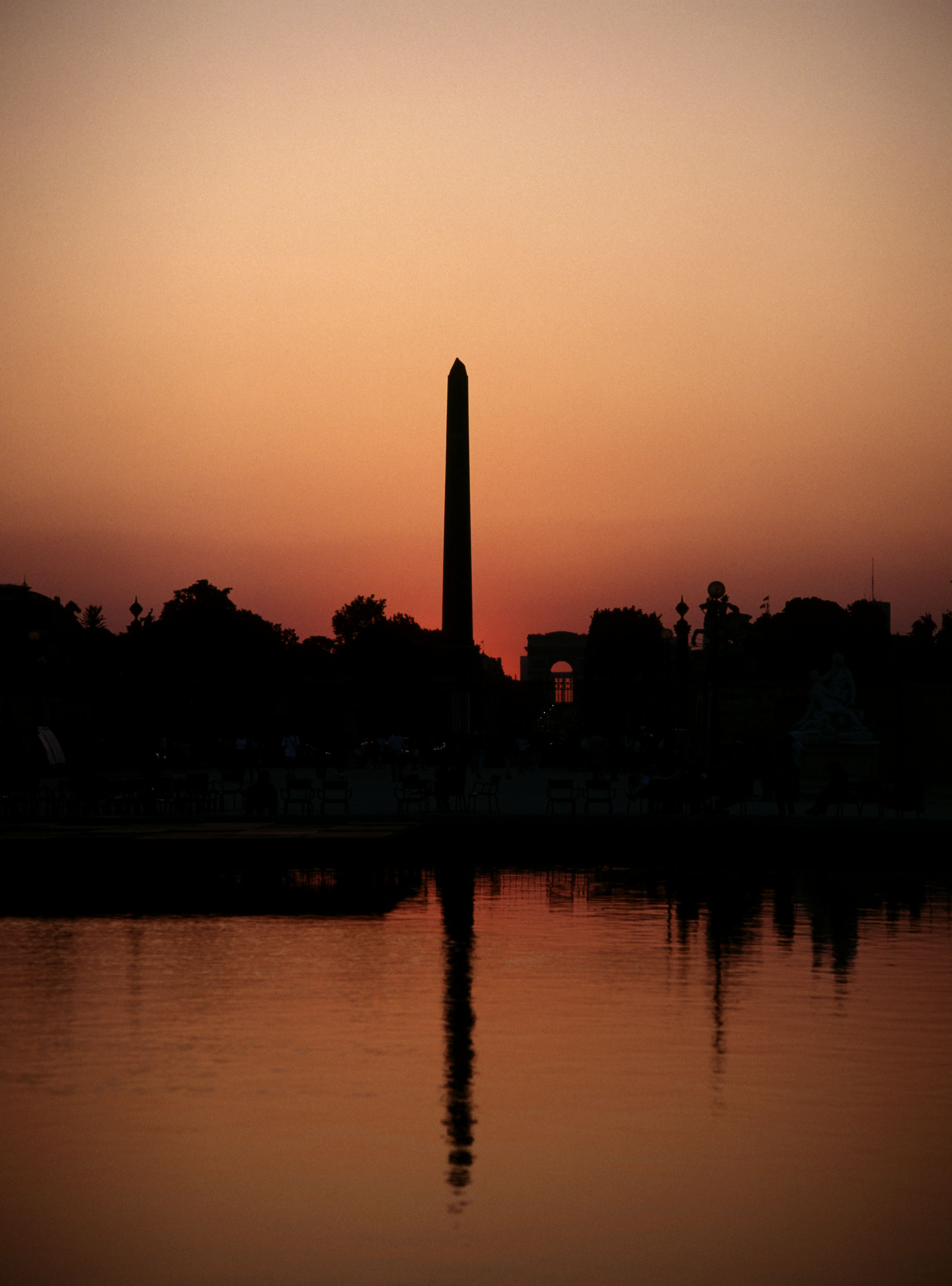
Обеліск видно з басейну Тюїльрі